# Henry de Gorsse
Pour les articles homonymes, voir Gorsse.
Auguste Joseph Henry de Gorsse, né le 19 mars 1868 à Bagnères-de-Luchon (Haute-Garonne) et mort le 7 mars 1936 à Paris 17e, est un homme de lettres, dramaturge, scénariste et parolier français.

## Biographie
Natif de Bagnères-de-Luchon, Henry de Gorsse est le fils aîné d'Ernest de Gorsse, propriétaire d'ascendance albigeoise, conservateur des Eaux et Forêts, et de Louise Fabre.
Auteur prolifique, Henry de Gorsse a créé de nombreuses pièces, comédies, opérettes et vaudevilles avec souvent la collaboration d'autres écrivains.
Lors de ses séjours à Bagnères-de-Luchon, il se lia d'amitié avec Edmond Rostand avec qui il partagea le goût de l'écriture.
Henry de Gorsse est l'oncle de l'avocat et historien Pierre de Gorsse et le frère de l'historien Bertrand de Gorsse.

## Œuvres

### Théâtre
- 1894 : Monseigneur, comédie en 1 acte de Henry de Gorsse et Charles Meyreuil
- 1895 : Paris au pied du mur, de Henry de Gorsse et Jules Oudot
- 1896 : L'Impôt sur la revue, actualité en 1 acte de Henry de Gorsse et Jules Oudot
- 1896 : Ballottage, comédie en un acte de Henry de Gorsse et Jules Oudot
- 1896 : Tonton, opérette en 1 acte, de Henry de Gorsse et Fernand Beissier, musique de Paul Blétry
- 1897 : Au Chat qui pelote, opérette en 1 acte, de Henry de Gorsse et Jules Oudot
- 1898 : Le Roi du timbre-poste, Henry de Gorsse et Gérard de Beauregard
- 1899 : Les Plumes du paon, Henry de Gorsse et Gérard de Beauregard
- 1899 : Caillette, comédie en un acte, par Henri de Gorsse et Charles Meyreuil
- 1901 : Les Marraines du siècle, féerie à grand spectacle, de Henry de Gorsse et Maurice Froyez
- 1902 : L'Auréole, comédie en 5 actes de Henry de Gorsse et Jules Chancel
- 1903 : Miche, ou le Nez qui remue, comédie bouffe (opérette) en 3 actes de Henry de Gorsse et Maurice Soulié
- 1904 : Petit-Jeannot ; Fée Totorote ; Pour être seuls ! ; Cocard et Rataboul ; Le Sorcier ; L'Edelweiss ; La Soirée Potiron
- 1904 : La Jeunesse de Cyrano de Bergerac de Henry de Gorsse et Joseph Jacquin (Ouvrage préfacé par Edmond Rostand)
- 1905 : Les Cadets de Gascogne de Henry de Gorsse et Joseph Jacquin
- 1905 : Madame l'Ordonnance, vaudeville en 3 actes de Henry de Gorsse et Jules Chancel
- 1905 : Folle Escapade ; Les Alouettes d'eau ; Le Grillon  de Henry de Gorsse
- 1906 : Allo !... de Vichy !..., revue féerique en 2 actes et 10 tableaux, de Henry de Gorsse et Georges Nanteuil
- 1907 : Le Coup de Jarnac, vaudeville en 3 actes de Henry de Gorsse et Maurice de Marsan
- 1907 : Esprit, es-tu là... ?, vaudeville en 1 acte de Henry de Gorsse
- 1907 : Le 1.000e constat, vaudeville en 3 actes de Henry de Gorsse et Louis Forest.
- 1907 : La Revue du Châtelet de Henry de Gorsse et Georges Nanteuil
- 1909 : Et aïe donc ! avec Victor Darlay
- 1910 : M. Toto, premier policier de France, par Henry de Gorsse
- 1910 : Arsène Lupin contre Herlock Sholmès, pièce en 4 actes et 15 tableaux tirée des romans de Maurice Leblanc par Henry de Gorsse et Victor Darlay, musique de Marius Baggers, Théâtre du Châtelet
- 1911 : La Gamine, comédie en 4 actes, par Henry de Gorsse et Pierre Veber (Joué au théâtre de la Renaissance le 24 mars 1911)
- 1912 : Cinq semaines en aéroplane de Henri de Gorsse
- 1913 : Le Procureur Haliers, pièce en quatre actes, adaptée d'après Paul Lindau, par Henry de Gorsse et Louis Forest, Théâtre Antoine
- 1916 : Madame et son filleul, pièce en 3 actes Henry de Gorsse, Maurice Hennequin, Pierre Veber  adaptée par Georges Monca
- 1917 : Le Système D ou Dodoche et Lulu, vaudeville en trois actes de Henri de Gorsse, Pierre Veber et Marcel Guillemaud
- 1920 : En l'an 2020 ou la Merveilleuse Aventure de Benjamin Pirouette, pièce à grand spectacle en trois actes et 21 tableaux, musique de Marius Baggers
- 1921 : L'Aeroplane invisible  de Henry de Gorsse
- 1921 : Un réveillon au Père-Lachaise, pièce en trois petits actes de Henry de Gorsse et Pierre Veber
- 1921 : Trois poules pour un coq, vaudeville en trois actes de Henry de Gorsse et Nicolas Nancey
- 1921 : Oscar ! tu le seras, vaudeville en trois actes de Henry de Gorsse et Nicolas Nancey.
- 1921 : Dolly I Love You !, opérette en trois actes de Henry de Gorsse et Victor Darlay, musique de Félix Fourdrain.
- 1922 : Le Coup d'Abélard, vaudeville en trois actes de Henry de Gorsse et Nicolas Nancey
- 1922 : L'Enfance pyrénéenne d'Edmond Rostand ; Les Années de Luchon ; Les Premiers Essais Henry de Gorsse
- 1923 : Chouquette et son as, vaudeville en trois actes de Henry de Gorsse, Maurice Hennequin, Marcel Guillemaud
- 1923 : Un homme sur la paille, comédie-vaudeville en trois actes. D'après une nouvelle de André Birabeau, Nicolas Nancey et Henri de Gorsse
- 1924 : Le Yacht mystérieux, par Henry de Gorsse
- 1924 : Par-dessus les moulins, pièce en trois actes de Henry de Gorsse et René Peter
- 1925 : La Hussarde : Opérette en trois actes, de Henry de Gorsse, Victor Darlay et Georges Nanteuil. Musique de Félix Fourdrain
- 1925 : J'aurai Lulu. Vaudeville en trois actes Henry de Gorsse et André Mycho
- 1927 : Le Petit Héros du bled, par Henry de Gorsse et Pierre Guitet-Vauquelin
- 1927 : Dame au domino, opérette en trois actes, de Henry de Gorsse et Victor Darlay, musique de Henri Hirschmann
- 1928 : Chichi, comédie-vaudeville en trois actes Henry de Gorsse et Pierre Veber
- 1929 : La Femme au chat comédie en 3 actes de Henry de Gorsse et Pierre Veber [2], Théâtre Daunou
- 1931 : Sans tambour ni trompette : Opérette en trois actes et quatre tableaux. Livret de Henry de Gorsse et Pierre Veber, musique de Henri Casadesus
- 1935 : Le Petit Don Quichotte, Par Henry de Gorsse et Pierre Humble.

### Cinéma
Scénariste
- 1910 : L'Infidélité d'Ernest (réalisateur inconnu)
- 1910 : Mil Adultérios de João Colas
- 1916 : Le avventure di Colette de R. Savarese, d'après la pièce La Gamine d'Henri de Gorsse et Pierre Veber
- 1918 : The Studio Girl de Charles Giblyn d'après la pièce La Gamine d'Henri de Gorsse et Pierre Veber
- 1919 : Madame et son filleul de Georges Monca et Charles Prince d'après la pièce éponyme d'Henry de Gorsse et Pierre Veber
- 1934 : Le Mystère Imberger (ou Le Spectre de Monsieur Imberger) de Jacques Séverac
- 1936 : La Petite Dame du wagon-lit de Maurice Cammage d'après l'œuvre d'Henry de Gorsse et Nicolas Nancey

### Chansons
Parolier
- 1900 : Un miracle, paroles d'Henry de Gorsse, musique de Bertrand de Gorsse, interprété par Louise Balthy
- 1903 : V'la l'Métro, paroles d'Henry de Gorsse et Adrien Vély
- 1903 : Valse d'hier, paroles d'Henry de Gorsse et Maurice Froyez, musique de Depret
- 1903 : Paris sans fil, paroles d'Henry de Gorsse et Georges Nanteuil, interprété par Dranem